# Кокосова пальма
{{#ifeq:0|0|{{#if:|{{#if:Cocosnucifera|[[]}}|}}}}
Коко́сова па́льма (Cocos nucifera) — вид плодових рослин з родини пальмових, єдиний представник роду кокос. Плоди кокосової пальми використовують для виготовлення кокосової стружки. Також кокоси споживають без обробки.

## Назва
Назва «коко» походить з португальського імені монстра Ель Кукуй, з головою овочем, що викрадає і їсть дітей. Плід кокоса був схожий на голову.

## Опис
Висока струнка пальма може досягати висоти до 30 метрів. Стовбур — 15-45 см у діаметрі, гладкий, у кільцях від опалого листя, злегка нахилений і розширений біля основи. Бічних гілок немає, але внизу часто розвиваються корені для опори. Листки перисті, щільні, завдовжки 3-6 м. Дрібні жовтуваті одностатеві квітки зібрані в колоски.

### Плід

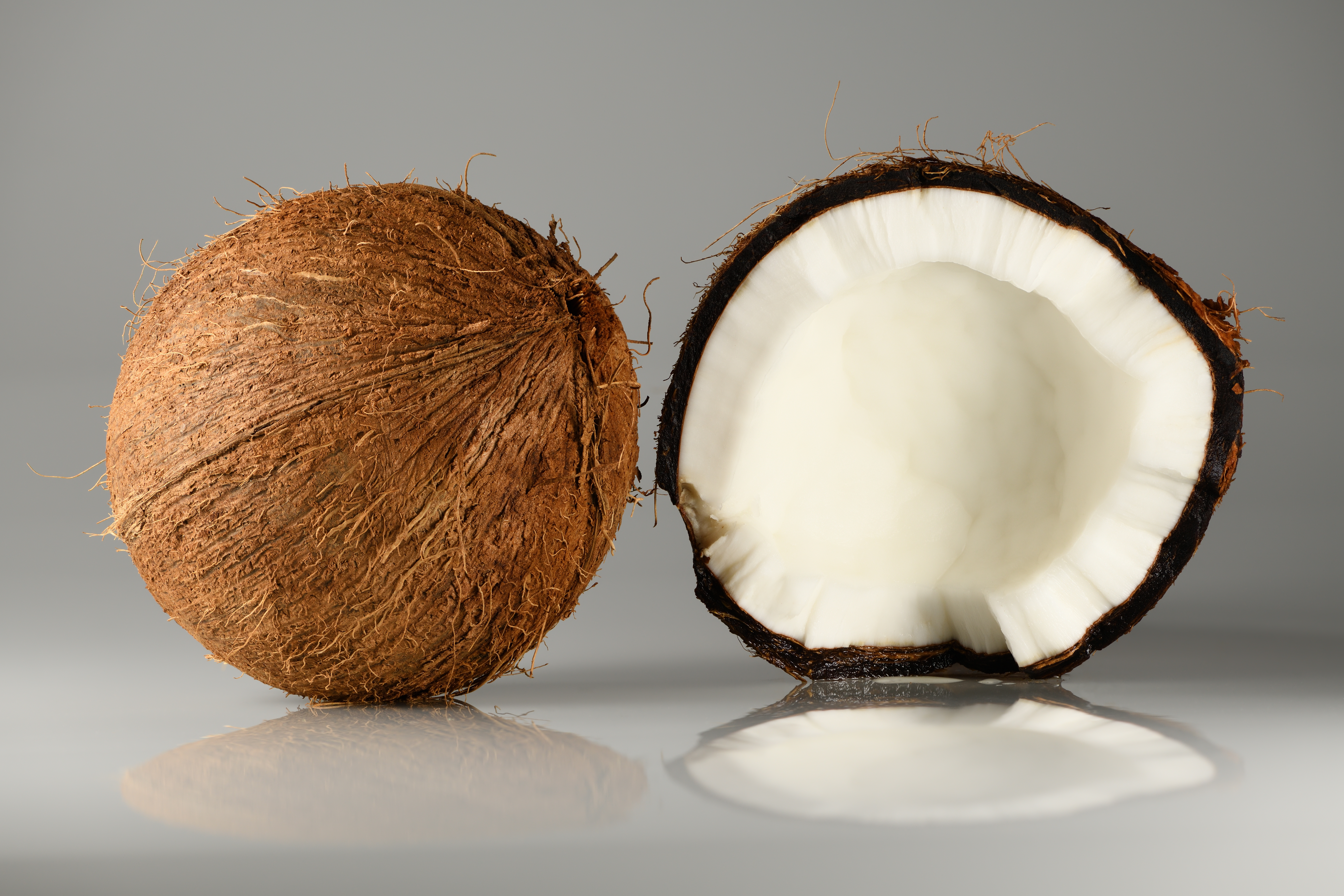
Плід кокосового дерева

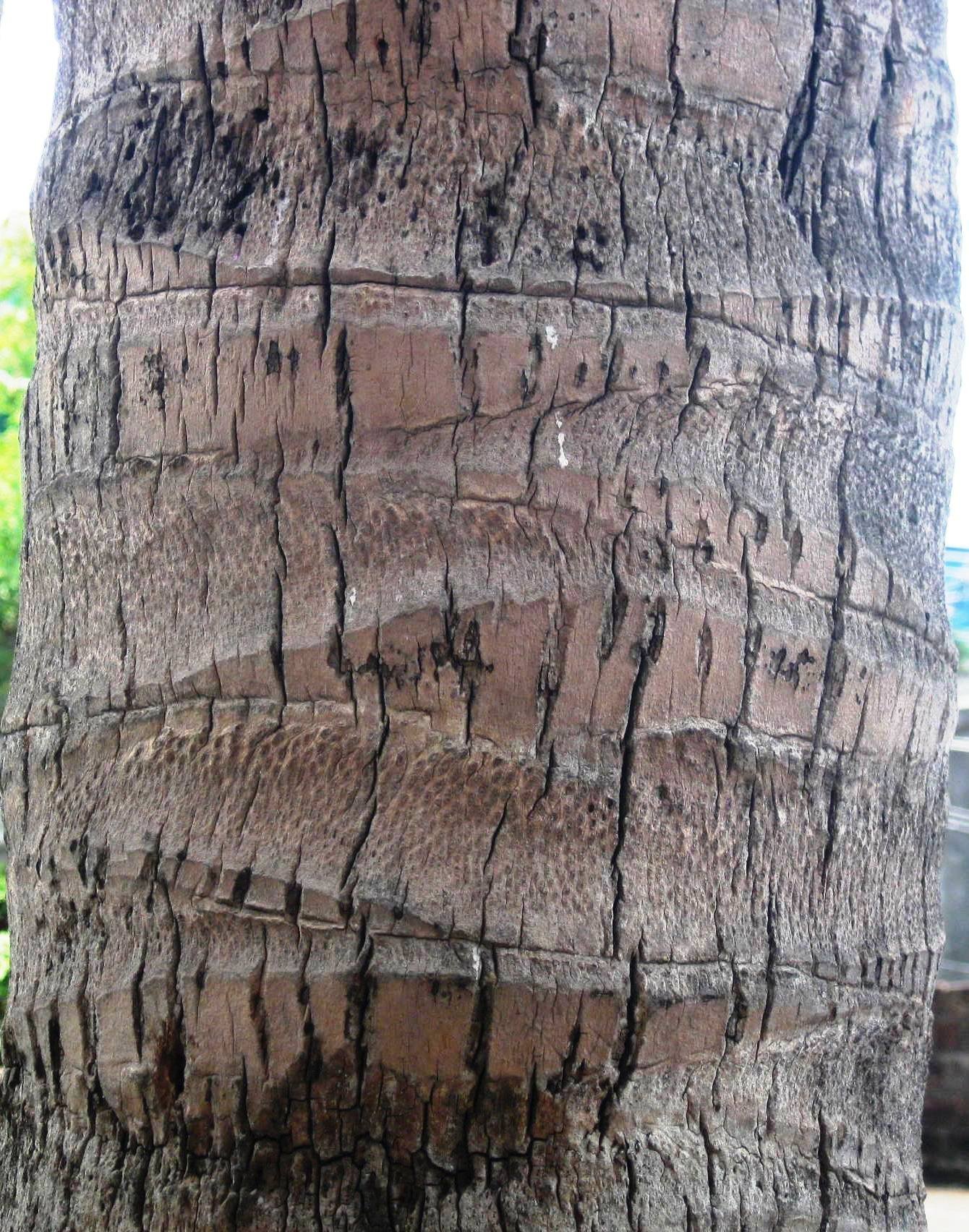
Стовбур кокосового горіха

Плід, він же кокосовий горіх, — кістянка, 15—30 см завдовжки, порівняно округлий, масою 1,5—2,5 кг. Зовнішня оболонка плоду (екзокарп) пронизана волокнами (койр); внутрішня (ендокарп) — тверда «шкаралупа», з 3 порами, що ведуть до 3 насінин, з яких тільки одна розвивається в сі́м'я. Сі́м'я складається з м'ясистого поверхневого шару білого кольору товщиною близько 12 мм (м'якоть або копра) і ендосперму.
Ендосперм, спершу рідкий і прозорий (кокосова вода), з появою в ньому крапель олії, що виділяються копрою, поступово перетворюється на емульсію молочного кольору (кокосове молоко), потім густіє і твердне.
Плоди ростуть групами по 15—20 штук, повністю дозріваючи протягом 8—10 місяців. У культурі пальма починає плодоносити з 7—9 років і продовжує близько 50 років. Одна пальма щорічно дає від 60 до 120 горіхів. Горіхи збирають повністю доспілими (на копру та інші продукти) або за місяць до дозрівання (на койр).

## Поширення та середовище існування
Батьківщина кокосової пальми точно невідома. Імовірно, вона родом з Південно-Східної Азії (Малайзії). Зараз вона повсюдно поширена в тропіках обох півкуль, як в культурному, так і в дикорослому вигляді. На Філіппінах, Малайському архіпелазі, півострові Малакка, в Індії і на Шрі-ланці її розводять з доісторичних часів.
Кокос — рослина морського узбережжя, що надає перевагу піщаним ґрунтам. Вона чудово росте на прибережних коралових смугах, атолах та у місцях, де не можуть вижити інші рослини. Розширення ареалу її зростання відбувалося за допомогою людини і природним чином: кокосові горіхи водонепроникні і вільно тримаються на воді, далеко розносячись океанічними течіями і зберігаючи при цьому життєздатність.

### В Європі
В Європі ростуть на півдні середземноморського острова Мальта, Лампедузі та Лінозі, це єдині місця в Європі, які мають сприятливий клімат для їх зростання. Кокоси ростуть на території Іспанії, на Канарських островах і на території Португалії — на архіпелазі Мадейра, обидва з яких належать географічно до Африканського континенту.

## Практичне використання
Кокосова пальма — одна з десяти найцінніших для людини рослин. Так або інакше використовуються майже всі її частини.
Зрілий ендосперм (м'якоть) містить олії, мінеральні речовини, вітаміни; його їдять сирим або висушують, додаючи потім в кондитерські вироби і каррі. Копра також є цінною сировиною для отримання жирної кокосової олії, що йде на виготовлення мила, свічок і маргарину. Копру традиційно отримують, розкладаючи розколені кокосові горіхи на освітлених сонцем місцях для просушування. Копру, що через деякий час підсохнула, відокремлюють і подрібнюють потім в стружку. Макуха, що залишається, йде на корм худобі. Також кокосову стружку використовують для цукерок «Раффаелло».
Ендосперм незрілих горіхів — кислувато-солодке кокосове молоко (хоча правильніше за нього називати кокосовою водою) — використовується для пиття і в кулінарії. Воно добре угамовує спрагу і містить велику кількість вітамінів, мінералів та інвертованого цукру. Кокосова вода, ізольована усередині горіха настільки стерильна, що під час Другої світової війни її в екстрених випадках використовували замість фізіологічного розчину внутрішньоведення. Проте, її не можна довго зберігати — вона не піддається пастеризації і згортається при нагріванні.

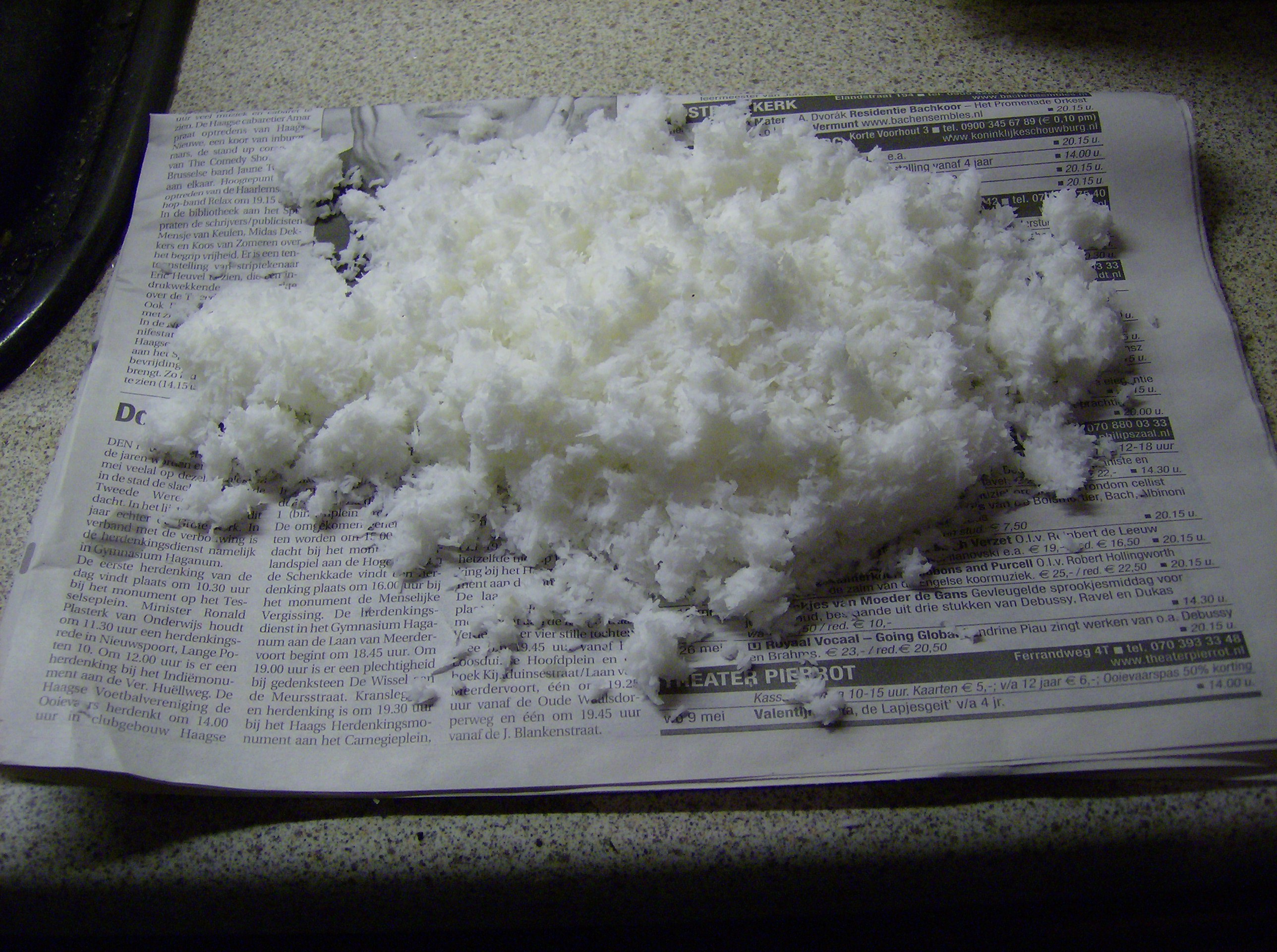
Кокосова стружка, розкладена на газеті

Важливим продуктом, що готується з кокоса, є справжнє кокосове молоко. Його роблять, витримуючи терту м'якоть в гарячій воді, щоб отримати олію і ароматичні компоненти. В результаті виходить молочно-біла непрозора емульсія (17-20 % жирності) з солодким кокосовим запахом. Через деякий час жир і вода розділяються (за аналогією з коров'ячим молоком), виходять кокосові вершки. Кокосове молоко — важливий елемент в багатьох азійських кухнях, з нього наприклад виготовляють відомий тайський суп «том ка».
Верхівкові бруньки, що звуться «кокосова капуста», вживаються у салатах.
Виробництво пальмових серцевин дуже дороге, тому що пальма після збору урожаю гине[джерело?].
З волокна оболонок плодів (койр), а також з волокон листя виготовляють канати, рогожі, щітки тощо. Стовбури — прекрасний будівельний матеріал. Листя йде на плетіння і служить покрівельним матеріалом. З шкаралупи горіхів роблять посуд. Крім того, кокосові горіхи, особливо кокосова олія, застосовуються в традиційній медицині, як протизапальний, протицинговий, сечогінний засіб.
Кокосова олія містить 84 % насичених жирів. Її виробляють шляхом віджиму білого м'якуша плодів.

### Алкогольні напої
З соку пуп'янків і молодих стовбурів варивом отримують сироп, який кристалізується в темно-коричневий пальмовий цукор, схожий на кленовий. За іншими джерелами, сироп отримують з надрізаних квітконосів. Сік, що заграв, перетворюється на слабкоалкогольний (8 %) напій, який в Індії і на Шрі-Ланці називається тодді, на Філіппінах і в Мексиці — туба, а в Індонезії — тувак. Подальше бродіння тодді дає пальмовий оцет. Дистиляція тодді дає високоградусний напій — аррак, прозору рідину з високим вмістом алкоголю і приємним горіховим присмаком.

## Галерея

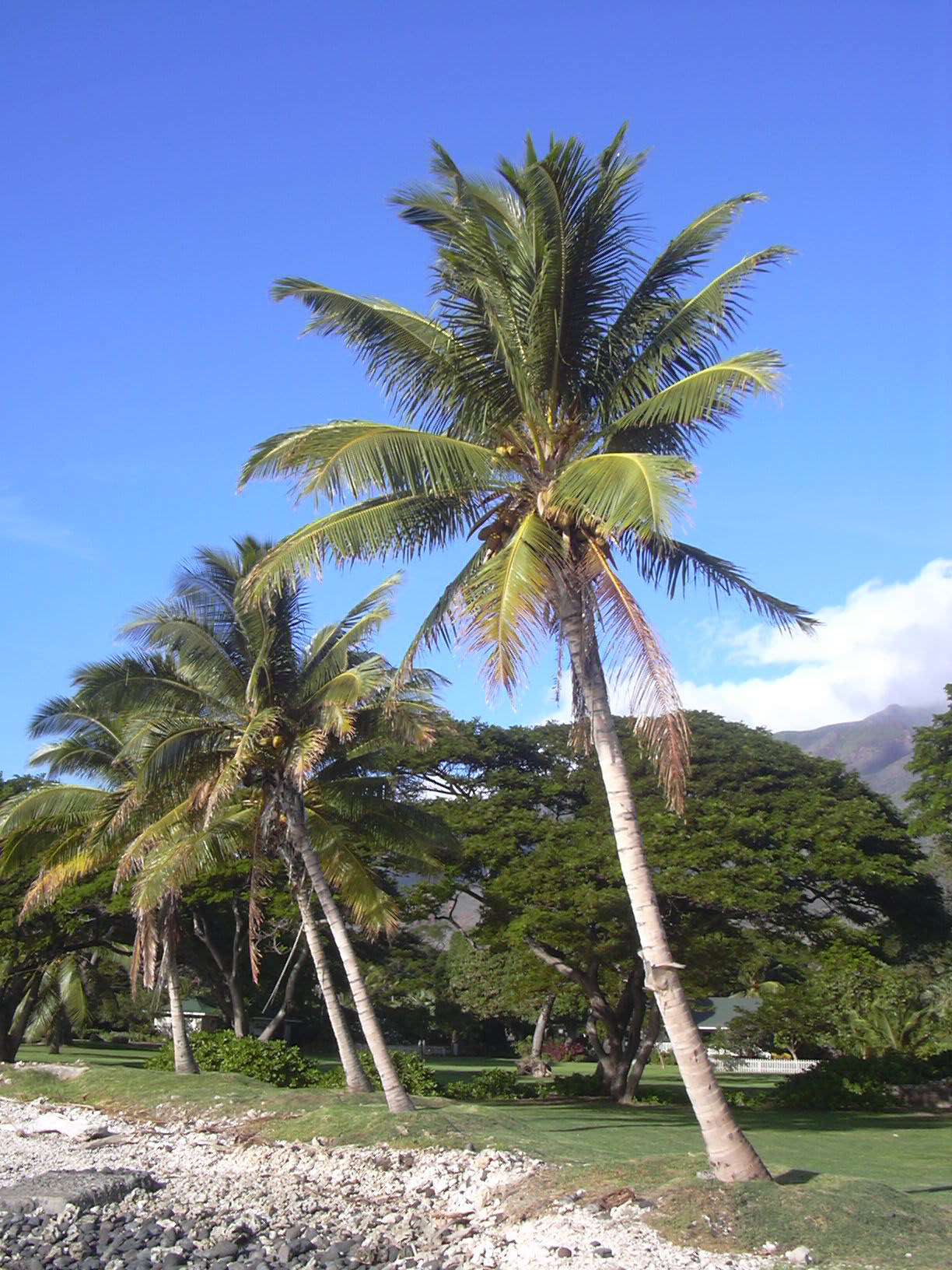
Доросла рослина
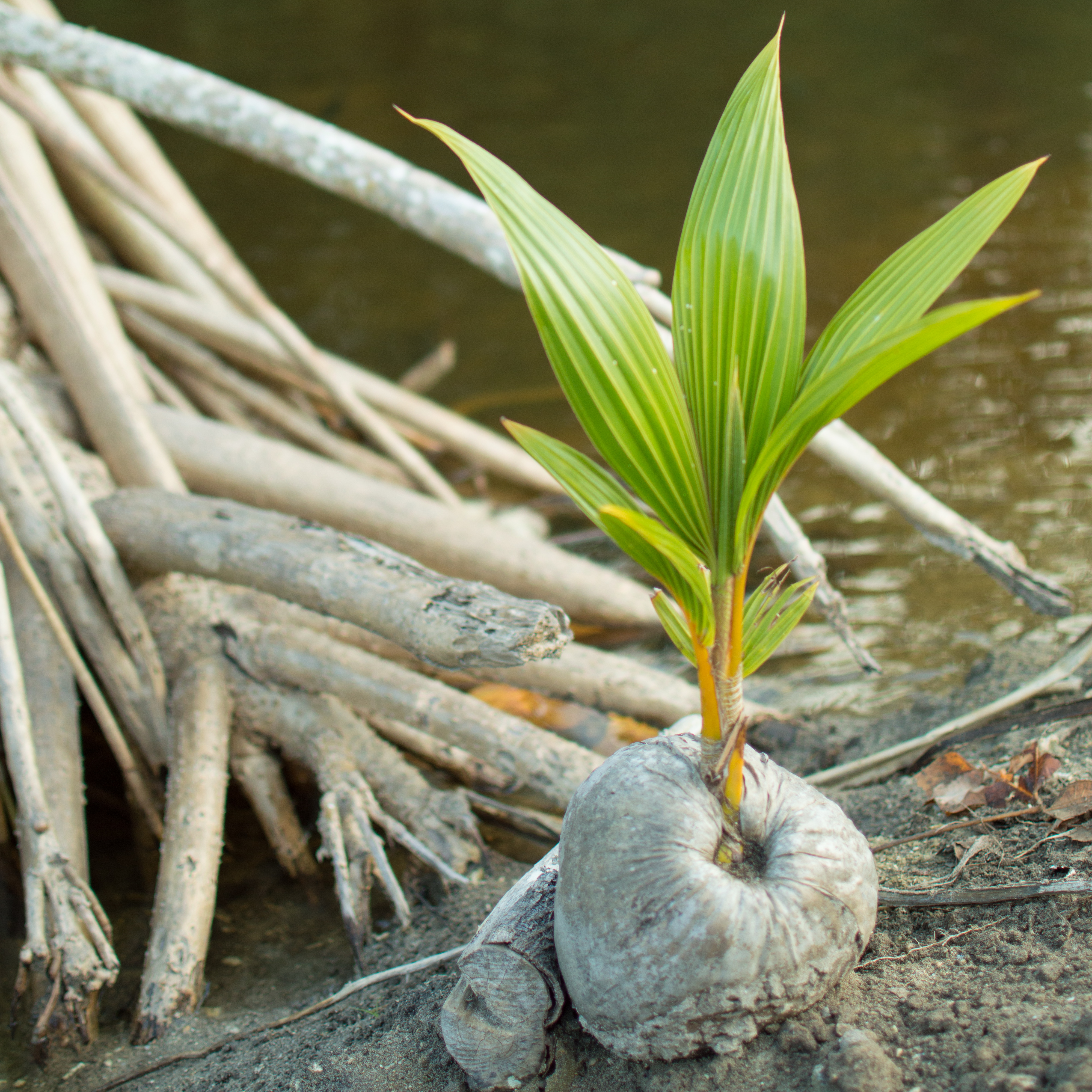
Молодий паросток
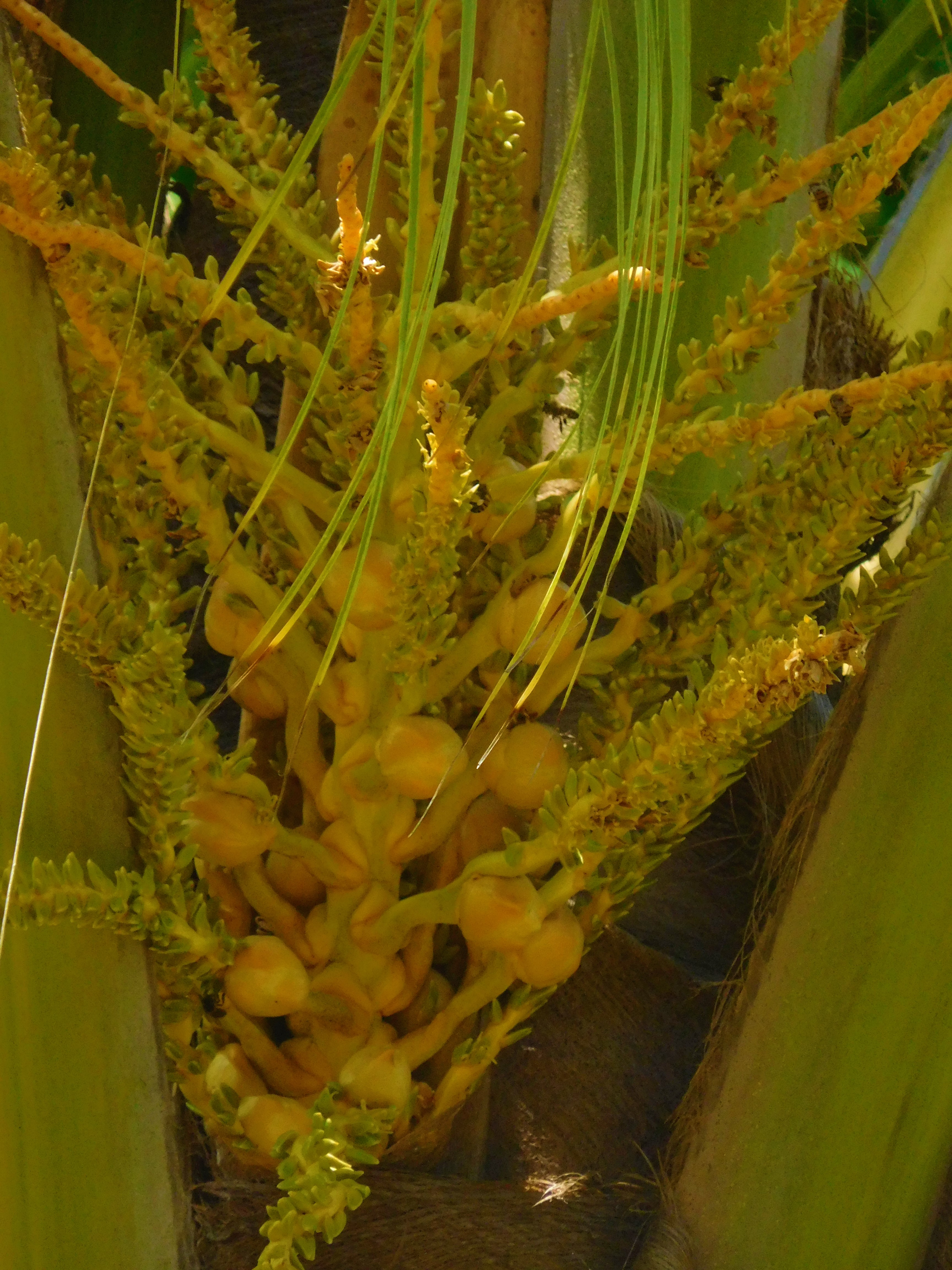
Суцвіття
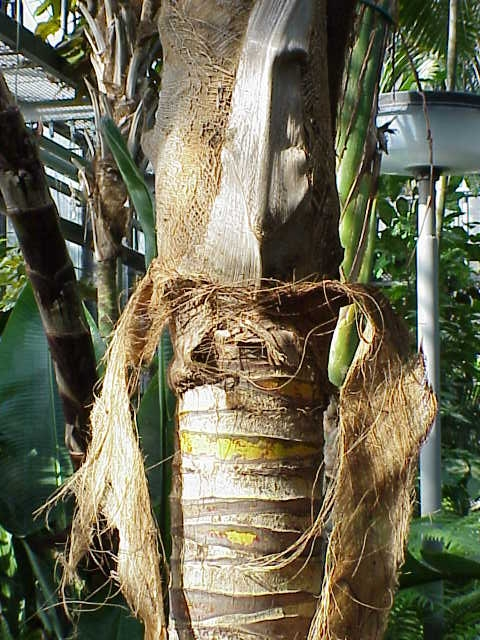
Стовбур
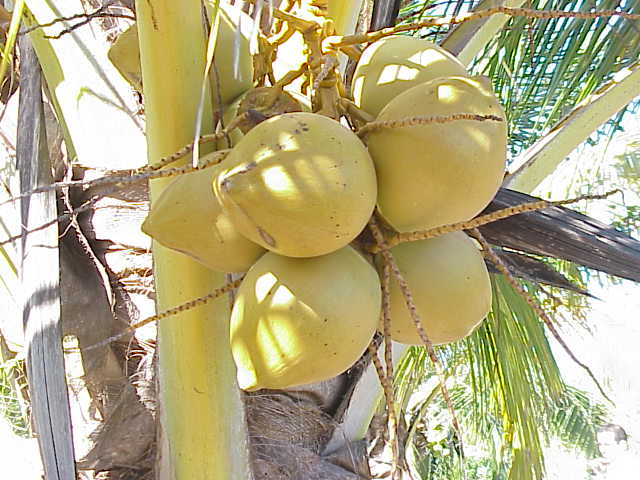
Кокосовий горіх
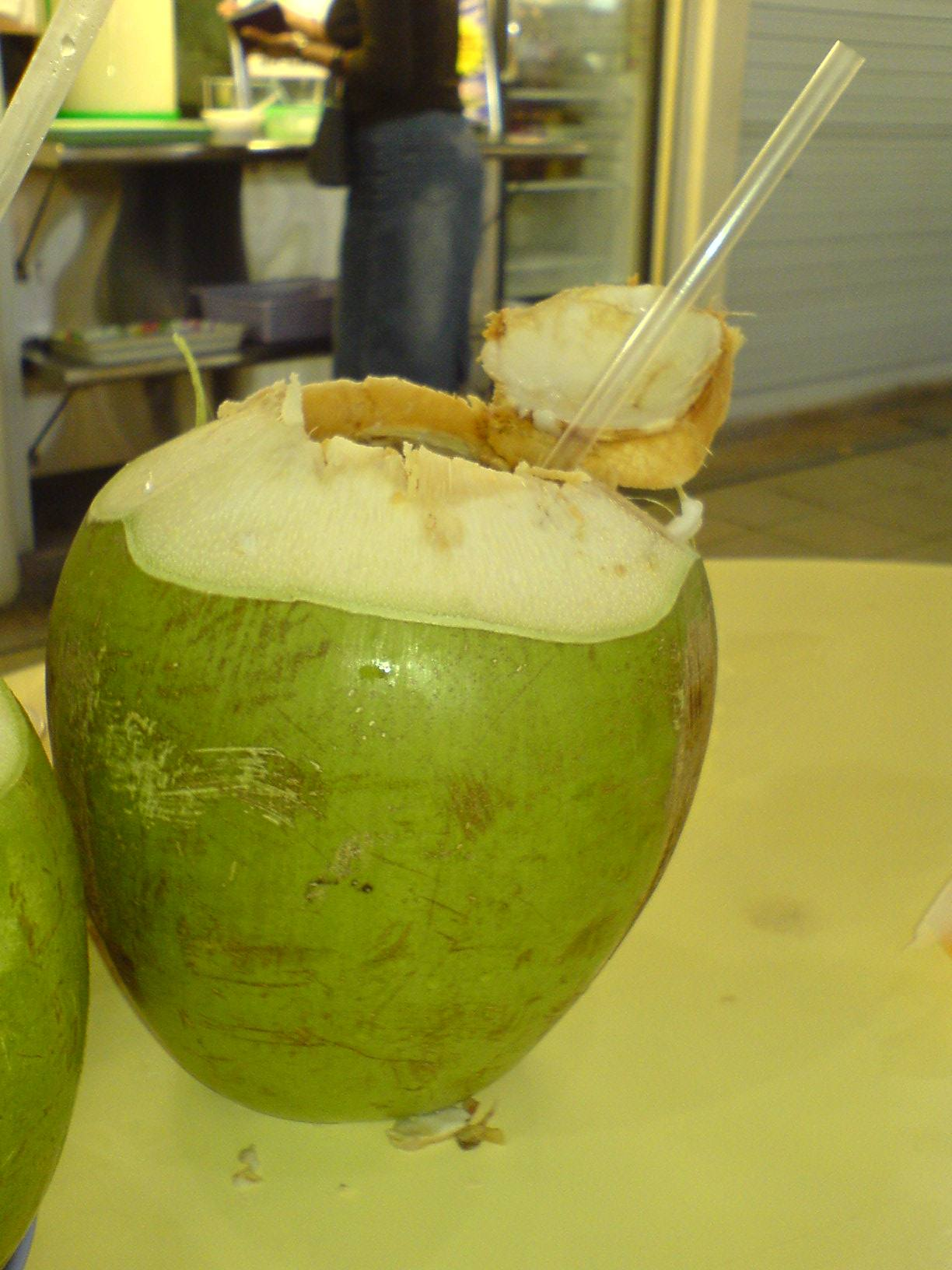
Коктейль
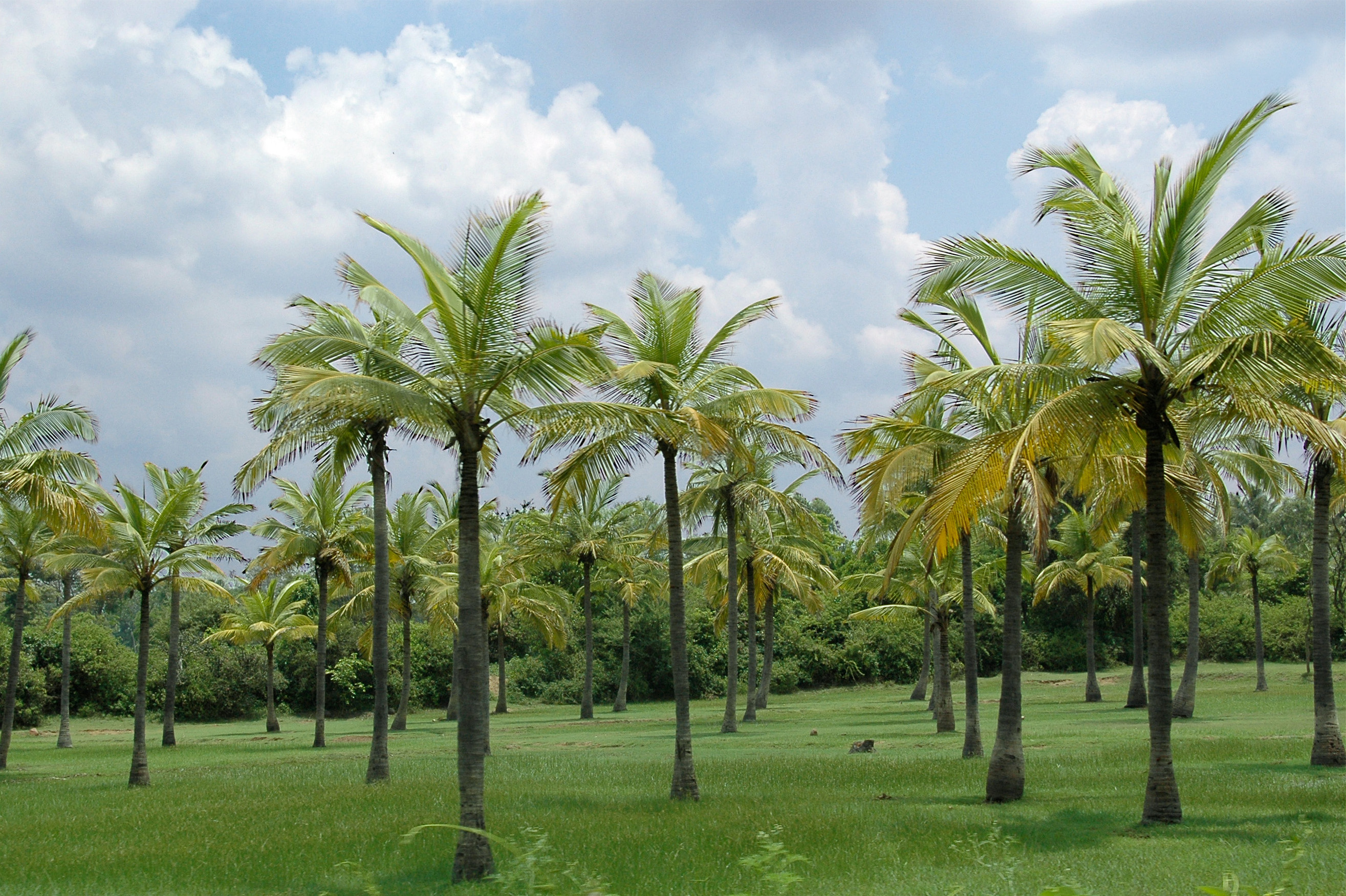
Кокосова плантація